# Colocleora orthogonalis
Colocleora orthogonalis là một loài bướm đêm trong họ Geometridae.